# Бено Русо
Бено Исак Русо с псевдоним Коки (на македонска литературна норма: Бено Русо – Коки; на ладино: Beno Ruso) е югославски партизанин, деец на НОВМ, по-късно генерал-лейтенант от ЮНА., политически офицер.

## Биография
Роден е на 20 януари 1920 година в сефарадско семейство в Битоля. Основно образование завършва в еврейската махала Табане в родния си град. След това започва да учи в Битолската гимназия, но прекъсва след 2 години и започва да работи в механична работилница. През 1941 година отслужва военната си служба, но е пленен от немски военни части и вкаран в лагер. Успява да избяга и влиза в НОВМ. От 1941 е член на ЮКП, а на следващата година и на Градския комитет за Битоля. През 1942 влиза в Битолския народоосвободителен партизански отряд „Яне Сандански“, а на следващата година и в Народоосвободителния батальон Мирче Ацев. Става политически комисар на чета, батальон, а от 22 август 1944 на десета македонска ударна бригада и накрая на четиридесет и втора македонска дивизия на НОВЮ. До 4 януари 1945 е политически комисар на Петнадесети корпус на НОВЮ. След Втората световна война завършва гимназия, политическата школа „Джуро Джакович“, а после и Висша военна академия през 1952 г. През 1960 година става генерал-майор, а през 1980 година е пенсионер. В отделни периоди е ръководител на политическото отделение на трета армейска област в Ниш, инструктор в политическото управление в Белград и член на контролната комисия на партийното пълномощество, помощник-командир по морално-политическото възпитание на Скопския военен окръг, помощник-командир по териториалната отбрана, командир на Скопския военен окръг и командир на териториалната отбрана на Скопие. Награден е с Партизански възпоменателен медал 1941 година, Орден с Югославско знаме с лента, Орден за заслуги пред народа от първи ранг и други. Бено Русо се жени за Роза Камхи, племенница на Рафаел Камхи.

## Награди
- Партизански възпоменателен медал 1941 година;
- Орден за храброст
- Орден с Югославско знаме с лента;
- Орден на Партизанската pвезда със златен венец;
- Орден за заслуги пред народа със сребърни лъчи;
- Орден за заслуги пред народа от първи ранг;
- Орден на военното знаме
- Орден на братството и единството със златен венец.
- Орден за военни заслуги със златни мечове
- Партизански полски кръст
- Медал на чешките ветерани;
- Съветски медал „50 години от победата над фашизма“;
- Медал на Съюза на ветераните на Москва;